# مسعود بن سعد بن عامر
مسعود بن سعد، صحابي شهد غزوة بدر الكبرى. وغزوة أحد، وشهد يوم بئر معونة، وغزوة خيبر في السنة السابعة من الهجرة.
وذكر علماء التراجم: أنه ليس له أولاد وأنه انقرض عقبه. وقد اختلف المؤرخون في وفاته، فقيل: إنه قتل يوم بئر معونة شهيدا، وقيل: إنه قتل يوم خيبر شهيدا.

## اسمه ونسبه
مسعود بن سعد، واختلف في تسمية أبيه: فقيل مسعود ابن عبد سعد، قاله: موسى بن عقبة، وأَبو معشر، وعبد اللّه بن محمد بن عُمَارة الأَنصاري، وقيل: مسعود ابن عبد مسعود، قاله الواقدي، وقال محمد بن إسحاق: هو مسعود بن سعد. واتفقوا في بقية نسبه، فقالوا: ابن عامر بن عدي بن جشم بن مجدعة بن حارثة بن الحارث بن الخزرج بن عمرو بن مالك بن الأوس الأنصاري الأوسي، ثم الحارثي.
وبسبب الخلاف الذي وقع في تسمية أبيه بين علماء التراجم، جعله بعضهم اثنين مختلفين وهو واحد.
ذكر أهل التاريخ والسير في ترجمته أنه ليس له أولاد، قال محمد بن سعد: «ليس له عقب».

## مناقبه وغزواته
مسعود بن سعد من الأنصار الذين امتدحهم القرآن الكريم بأنهم أهل الدار وأهل الإيمان ممن يحبون المهاجرين، كما أنه شارك في معركة بدر الكبرى في السنة الثانية من الهجرة، فقد ذكره أبو نعيم فيمن شهد بدرًا من الأنصار من الأوس من بني حارثة مسعود بن سعد بن عامر بن عدي الحارثي الأوسي. وهي المعركة التي ذكرها الله في القرآن الكريم فقال: { وَلَقَدْ نَصَرَكُمُ اللَّهُ بِبَدْرٍ وَأَنْتُمْ أَذِلَّةٌ فَاتَّقُوا اللَّهَ لَعَلَّكُمْ تَشْكُرُونَ } [آل عمران: 123] وبذلك نال شرف كونه أحد البدريين.
ثم شارك في معركة أحد في شوال من السنة الثالثة من الهجرة. وشارك كذلك في غزوة خيبر في السنة السابعة مع النبي صلى الله عليه وسلم، وذكر محمد بن عمر أنه شهد يوم بئر معونة. فهو أنصاري بدري وممن شارك مع النبي صلى الله عليه وسلم في عدد من غزواته.

## وفاته
اختلف في وفاته، فروى محمد بن عمر: أنه قتل يوم بئر معونة شهيدا. وقال: عبد الله بن محمد بن عمارة الأنصاري: أنه قتل يوم خيبر شهيدا، وكان ذلك في السنة السابعة من الهجرة النبوية. فاتفقوا على أنه مات شهيدًا.